# Alberista Dirsch
Alberista Dirsch SSpS (* 18. April 1902 in Emsing, Titting, Landkreis Eichstätt; † 6. Februar 1944 in der Bismarcksee) war eine deutsche Steyler Missionsschwester und Märtyrin.

## Leben
Walburga Dirsch wuchs als fünftes von 16 Kindern auf. 3 ihrer Tanten waren Ordensfrauen, ein Bruder wurde Priester, ein anderer Ordensbruder. Am 1. März 1926 trat sie in Steyl bei den Steyler Missionsschwestern ein und begann am 8. Dezember 1926 das Noviziat unter dem Ordensnamen Alberista. Am 8. Dezember 1928 legte sie ihre Zeitlichen Gelübde ab und reiste mit anderen vom 5. August 1931 bis zum 25. Oktober nach Alexishafen in die  Papua-Neuguinea-Mission. Nach der Besetzung Neuguineas durch die japanischen Invasionstruppen 1942 wurde sie zusammen mit Bischof Franziskus Wolf und zahlreichen Mitbrüdern und Missionsschwestern in einem Sammellager auf der Vulkaninsel Manam interniert, wo sie an Unterernährung litten und an Malaria erkrankten. Am 5. Februar gingen sie unter Protest auf das japanische Transportschiff Yorishime Maru, das am 6. Februar nachts von der amerikanischen Luftwaffe angegriffen wurde. Es starben 46 Menschen, darunter Alberista Dirsch. Eine Gedenkstätte befindet sich in Alexishafen.

## Gedenken
Die Römisch-katholische Kirche in Deutschland hat Schwester Alberista Dirsch als Märtyrin in das deutsche Martyrologium des 20. Jahrhunderts aufgenommen.